# Elmo Billings
Pour les articles homonymes, voir Billings.
Elmo Billings (de son vrai nom Elmo G. Ludwick) est un acteur et monteur américain né le 24 juin 1912 à Los Angeles (Californie) et décédé d'une hémorragie cérébrale dans la même ville le 6 février 1964.
Il commence de tourner dans la série de Hal Roach, les Petites Canailles dès le début des années 1920.
Plus tard, il devient monteur pour quelques westerns.

## Filmographie

### comme acteur
- 1922 : Fire Fighters (en) de Robert F. McGowan et Tom McNamara (en)
- 1923 : The Champeen (en) de  Robert F. McGowan
- 1924 : Driftwood de Roland West
- 1924 : Flames of Desire de Denison Clift
- 1925 : Locked Doors de William C. de Mille
- 1925 : Le Train de minuit (The Midnight Flyer) de Tom Forman
- 1927 : Le Coup de foudre (It) de Clarence G. Badger
- 1927 : Tumbling River de Lewis Seiler : Kit Mason
- 1927 : The Way of All Pants de Leo McCarey

### comme monteur
- 1951 : La Ville d'argent (Silver City) de Byron Haskin
- 1952 : Les Flèches brûlées (Flaming Feather) de Ray Enright